# Dub u Zeměch
Dub u Zeměch je památný strom mezi obcí Olovnice a vesnicí Zeměchy (místní část města Kralupy nad Vltavou) na jihozápadě okresu Mělník. Dub zimní (Quercus petraea) roste na okraji lesa po pravé straně Slatinského potoka asi 100 m západně od soustavy zeměšských rybníků, zhruba v půli cesty, vedoucí mezi oběma vesnicemi (asi 1 km západně od Zeměch a stejně daleko vjv. od Olovnice). Katastrálně strom přísluší do Zeměch, ale jen několik kroků vzdálený potok představuje hranici zeměšského a olovnického katastru. Terén v těchto místech tvoří k severu ukloněný lesnatý svah, jenž na své spodní hraně přechází v rovinatou a zčásti odlesněnou nivu v oblasti soutoku Slatinského a Knovízského potoka; sám dub roste přesně na tomto terénním rozhraní.
Dub požívá ochrany od roku 1983. Jeho výška se udává na 30,5 metrů, měřený obvod kmene 417 centimetrů. V terénu je dub označen tabulí „Památný strom“ s malým státním znakem, doplněnou o tabulku s českým a vědeckým názvem druhu, vše upevněno na dřevěném sloupku v jeho ssz. sousedství. Pro pěší, popř. cyklisty, je strom snadno dostupný po výše zmíněné cestě, která spojuje obě vesnice a míjí soustavu rybníků z jižní strany. Při ní, poblíž hráze nejhořejšího z rybníků asi 250 m východně od dubu, se na okraji lesa nalézá na kamenném podstavci kovová socha sv. Jana Nepomuckého z roku 1860.

## Fotogalerie

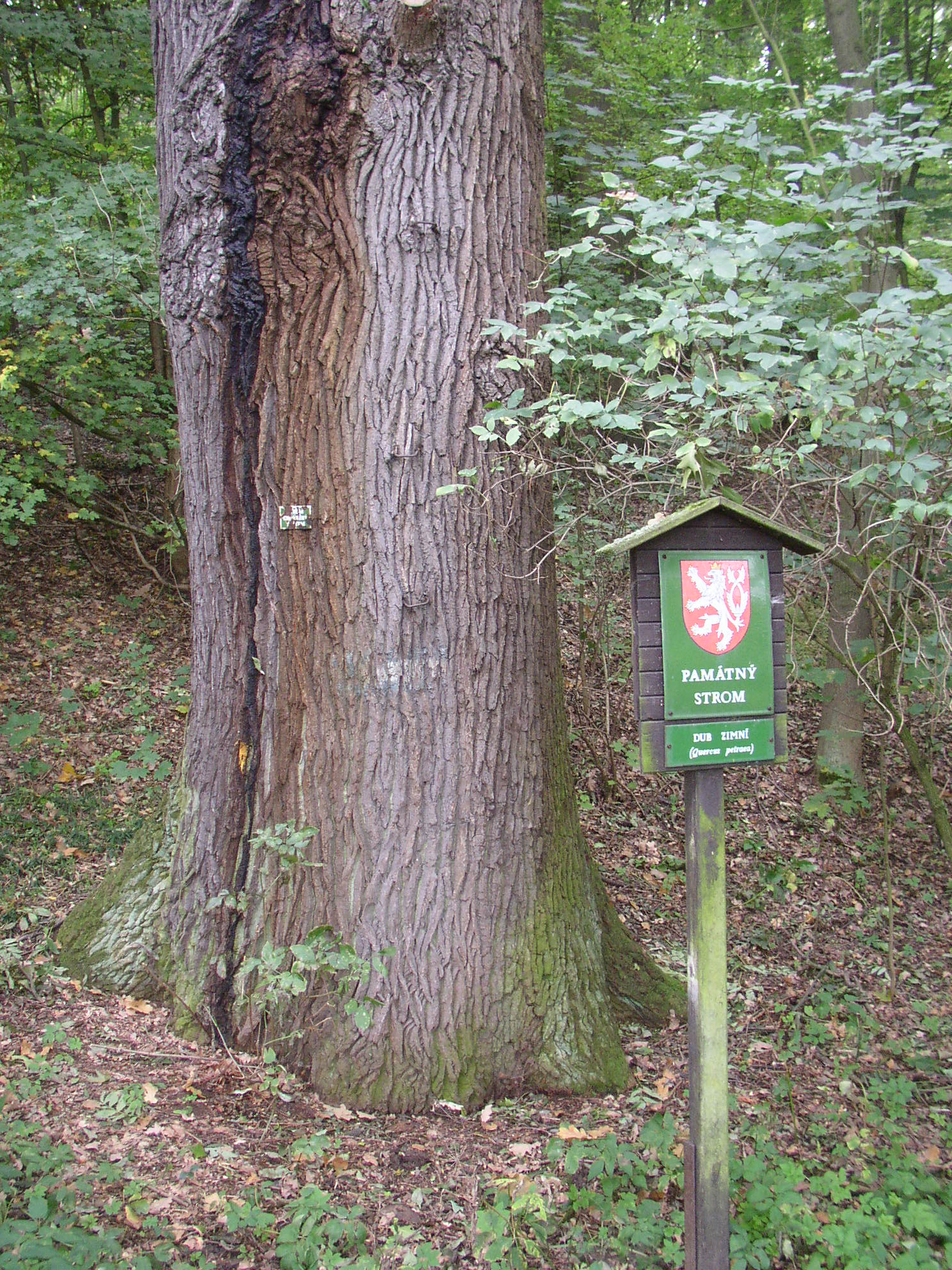
Pohled zblízka od cesty – dolní část kmene a označník
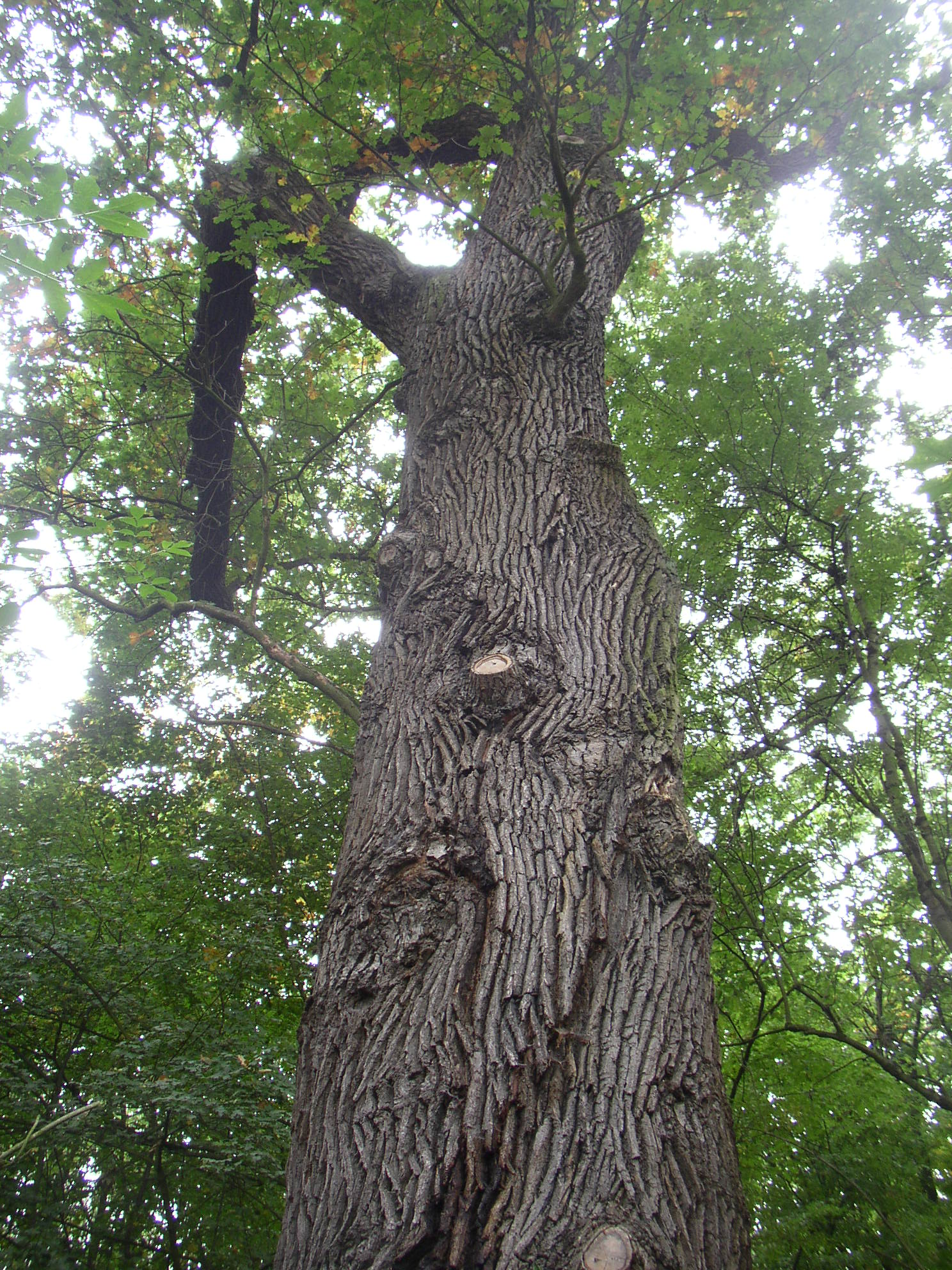
Pohled vzhůru do koruny
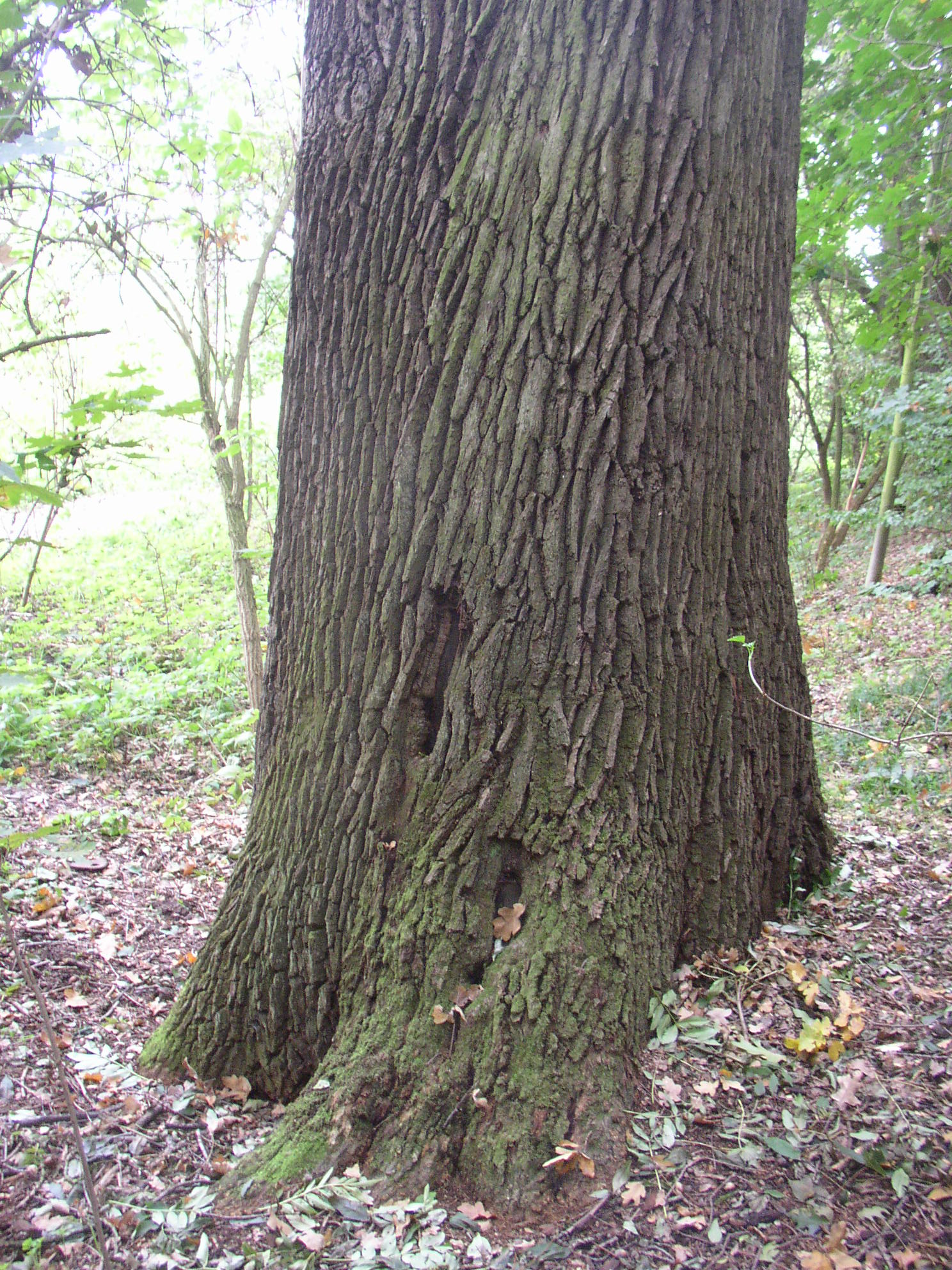
Detail paty kmene

## Památné a významné stromy vokolí
- Dub u Blevického rybníka (1,9 km jjz.)
- Dub u Otvovic (2,4 km jv.)
- Dubová alej u Blevic (2,1 km jjz.)
- Duby U pěti bratří (Lobeček; 5,2 km sv.)
- Jasan v Třebusicích (6,0 km zjz.)
- Lípa u Horova mlýna (Velvary; 5,3 km sz.)
- Lípa na Budči (4,3 km j.)
- † Malovarský topol (5,6 km sz.)